# Hesperolinon bicarpellatum
Hesperolinon bicarpellatum là một loài thực vật có hoa trong họ Linaceae. Loài này được (H. Sharsm.) H. Sharsm. mô tả khoa học đầu tiên năm 1961.